# São Martinho (região)
São Martinho (San Martín) é uma das 25 regiões do Peru, sua capital é a cidade de Moyobamba.

## Províncias (capital)
1. Bellavista (Bellavista)
2. El Dorado (San José de Sisa)
3. Huallaga (Saposoa)
4. Lamas (Lamas)
5. Mariscal Cáceres (Juanjuí)
6. Moyobamba (Moyobamba)
7. Picota (Picota)
8. Rioja (Rioja)
9. San Martín (Tarapoto)
10. Tocache (Tocache)